# زهوفتين (إفانو-فرانكيفسكا)
زهوفتين (Жовтень) هي مدينة في مقاطعة إفانو-فرانكيفسكا في أوكرانيا.
يبلغ عدد سكانها حوالي 3016 نسمة.